# Finidi George
Finidi George (* 15. April 1971 in Port Harcourt) ist ein nigerianischer Fußballtrainer und ehemaliger Fußballspieler.

## Karriere

### Spieler
Der Mittelfeldspieler Finidi George kam 1993 nach Europa zu Ajax Amsterdam, wo er zugleich Stammspieler in einer Mannschaft mit Stars wie Jari Litmanen wurde, die 1995 die Champions League gewann. Während seiner Zeit bei Ajax galt er als einer der schnellsten Spieler der Liga, er soll die 100-m-Strecke unter 12 Sekunden gerannt sein. Mit der nigerianischen Fußballnationalmannschaft qualifizierte er sich zur gleichen Zeit für die Fußball-Weltmeisterschaft 1994 in den USA, wo Nigeria erstmals im internationalen Fußball für Furore sorgte und bis ins Achtelfinale kam. Ähnliches gelang ihm mit seinem Nationalteam bei der Fußball-Weltmeisterschaft 1998 in Frankreich. 1996 war er da bereits von Ajax zu Betis Sevilla gewechselt. Nach einem anschließenden einjährigen Intermezzo bei Real Mallorca von 2000 bis 2001 wechselte er hierauf zu Ipswich Town. Dort wurde der Nigerianer augenblicklich zum Liebling der Fans, nachdem er gleich in seinem zweiten Spiel zwei Mal gegen Derby County traf. Im weiteren Saisonverlauf konnte er seine Frühform nicht bestätigen, sodass er von den Fans als Flop bezeichnet wurde. So kam es, dass er nach zwei Jahren wieder zurück zu Mallorca wechselte. 2004 beendete er seine Karriere. Für Nigeria brachte er es insgesamt auf 46 Länderspiele und erzielte dabei acht Tore.

### Trainer
Finidi George begann seine Trainerlaufbahn in den Niederlanden, wo er beim PEC Zwolle von Januar 2013 bis Juni 2013 als Co-Trainer unter Vertrag stand. Von Juli 2016 bis Juni 2021 war er beim PEC Co-Trainer der U19-Mannschaft. Im September 2021 übernahm er das Amt des Cheftrainers beim nigerianischen Erstligisten Enyimba FC.
Im April 2022 wurde George Co-Trainer der Nationalmannschaft Nigerias unter José Peseiro, der sein Amt im Februar 2022 zur Verfügung gestellt hatte. Zunächst als Interimstrainer und ab April 2024 übernahm er die Mannschaft als Cheftrainer und trat im Juni 2024 von diesem Posten zurück.

## Erfolge
Verein
- Weltpokal: 1995
- UEFA Champions League: 1995
- UEFA Super Cup: 1995
- Niederländische Meisterschaft: 1993/94, 1994/95, 1995/96
- Niederländischer Supercup: 1993, 1994, 1995

Nationalmannschaft
- Gold bei der Afrikameisterschaft: 1994 (3 Einsätze)
- Silber bei der Afrikameisterschaft: 2000 (6 Einsätze/1 Tor)
- Bronze bei der Afrikameisterschaft: 1992 (5 Einsätze), 2002 (6 Einsätze)
- Teilnahme an einer Fußball-Weltmeisterschaft: 1994 (4 Einsätze/1 Tor), 1998 (4 Einsätze)